# مسابقات ژیمناستیک هنری مردان اروپا ۲۰۱۰
مسابقات ژیمناستیک هنری اروپا ۲۰۱۰ بیست و نهمین دوره مسابقات ژیمناستیک هنری مردان اروپا است.
این مسابقات از ۲۱ تا ۲۵ آوریل ۲۰۱۰ در بیرمنگام، انگلستان در دو بخش بزرگسالان و جوانان برگزار شده است.

## جدول مدال‌ها

### بزرگسالان
| رتبه  | کشور           | طلا | نقره | برنز | مجموع |
| ۱     | آلمان          | ۲   | ۱    | ۳    | ۶     |
| ۲     | بریتانیای کبیر | ۱   | ۲    | ۱    | ۴     |
| ۳     | یونان          | ۱   | ۲    | ۰    | ۳     |
| ۴     | فرانسه         | ۱   | ۱    | ۲    | ۴     |
| ۵     | فنلاند         | ۱   | ۰    | ۰    | ۱     |
| ۵     | ایتالیا        | ۱   | ۰    | ۰    | ۱     |
| ۷     | هلند           | ۰   | ۱    | ۰    | ۱     |
| ۸     | بلغارستان      | ۰   | ۰    | ۱    | ۱     |
| ۸     | لهستان         | ۰   | ۰    | ۱    | ۱     |
| ۸     | رومانی         | ۰   | ۰    | ۱    | ۱     |
| ۸     | اسلوونی        | ۰   | ۰    | ۱    | ۱     |
| مجموع | مجموع          | ۷   | ۷    | ۱۰   | ۲۴    |

### جوانان
| رتبه  | کشور           | طلا | نقره | برنز | مجموع |
| ۱     | بریتانیای کبیر | ۴   | ۱    | ۲    | ۷     |
| ۲     | رومانی         | ۱   | ۱    | ۰    | ۲     |
| ۳     | اسپانیا        | ۱   | ۱    | ۱    | ۳     |
| ۴     | ارمنستان       | ۱   | ۰    | ۱    | ۲     |
| ۵     | سوئیس          | ۰   | ۳    | ۲    | ۵     |
| ۶     | فرانسه         | ۰   | ۱    | ۰    | ۱     |
| ۶     | بلژیک          | ۰   | ۱    | ۰    | ۱     |
| ۸     | ایتالیا        | ۰   | ۰    | ۱    | ۱     |
| ۸     | آلمان          | ۰   | ۰    | ۱    | ۱     |
| مجموع | مجموع          | ۷   | ۸    | ۸    | ۲۳    |